# 99 Problems
«99 Problems» — третій сингл американського репера Jay-Z з його восьмого студійного альбому The Black Album, випущений 27 квітня 2004 року. Приспів пісні «I got 99 problems, but a bitch ain't one» узятий із синглу Ice-T «99 Problems» з альбому Home Invasion. Трек був спродюсований Ріком Рубіном, це його перша хіп-хоп композиція за багато років. Рубін надав Джей-Зі гітарний риф і спрощений біт, які колись були фірмовими знаками Рубіна. Під час створення пісні Рубін використовував класичні семпли 1980-х років, як-от «The Big Beat» Біллі Скваєра, «Long Red» Mountain і «Get Me Back On Time» Вілсона Пікетта.
Пісня досягла 30 місця в Billboard Hot 100.

## Зміст
У пісні Jay-Z розповідає історію про справу з реп-критиками та расовий профіль поліцейського, який хоче обшукати його машину. Другий куплет, який описує зупинку Jay-Z, привернув набагато більше уваги, ніж решта пісні.
Другий куплет був заснований на реальному досвіді Jay-Z у 1990-х роках у Нью-Джерсі. Він писав, що в 1994 році його зупинила поліція, коли він перевозив кокаїн у секретному відсіку на даху автомобіля. Він відмовився дозволити поліції обшукати машину, і поліція викликала собак, які шукають наркотики. Однак собаки так і не з'явилися, і поліції довелося його відпустити. Через кілька хвилин після того, як він поїхав, він побачив поліцейську машину з собаками. Під час дискусії на Форумі Селести Бартос у Нью-Йоркській публічній бібліотеці Джей-Зі описав другий куплет пісні як «змагання волі» між водієм автомобіля, який «повністю не правий» через перевезення наркотиків, та расистським поліцейським, який зупинив водія не за конкретне порушення, а за те, що він афроамериканець. «Обидва хлопці звикли домагатися свого» і тому неохоче відступають, зауважує Джей-Зі, а водій «дещо знає про закон, тому що звик його порушувати» та відстоює свої законні права.
У 2011 році професор Південно-західної юридичної школи Калеб Мейсон написав статтю з построковим аналізом другого куплету пісні з юридичної точки зору, посилаючись на Четверту поправку до Конституції Сполучених Штатів, посилаючись на це як на корисний інструмент для викладання права закон про обшук і вилучення студентів, що включає ордери на обшук, Terry stops, расове профілювання, правило виключення та виняток щодо транспортних засобів. Мейсон пише, що деякі тексти пісень Jay-Z є юридично точними та описують розсудливу поведінку (наприклад, визначення того, коли поліція запитує згоду на обшук, зокрема запитує, чи водій знаходиться під арештом, а також виконання наказу поліції зупинитися, а не тікати, що, безумовно, призведе до обшуку автомобіля та може дозволити поліції застосувати смертельну силу, щоб зупинити у погоню). Однак Мейсон також зазначає, що текст пісні є юридично неправильним, оскільки вказує на те, що водій може відмовитися від наказу вийти з машини, і що поліції потрібен буде ордер на обшук замкненого бардачка чи багажника — насправді поліції знадобиться лише ймовірна причина, щоб обшукати автомобіль.

## Критичний прийом
«99 Problems» отримала широке визнання критиків і слухачів. Пісня посіла друге місце в рейтингу 100 найкращих пісень 2000-х років за версією Rolling Stone. Пісня також була додана до оновленого списку 500 найкращих пісень усіх часів та посіла 172 місце. У 2019 році вони поставили пісню на четверте місце у своєму списку 50 найкращих пісень Jay-Z. Пісня була включена до списку 500 найкращих пісень 2000-х (десятиліття) за версією Pitchfork під номером 14, а NME помістив її під номером 24 у своєму списку «150 найкращих треків за останні 15 років» в жовтні 2011 року.
Джек Вайт з The White Stripes похвалив цю пісню, описавши її як «історію Америки... в двох словах, [це] історія всієї боротьби в Америці, чорної чи білої, [і] класових систем».
«99 Problems» виграла в номінації «найкраще сольне реп-виконання» на 47-й церемонії вручення премії «Греммі».

## Музичне відео
Прем'єра відеокліпу відбулася у квітні 2004 року. Його зняв Марк Романек. Відео було частиною The Black Album, який на той час мав стати останнім релізом Jay-Z. Jay-Z заявив, що він хотів, щоб відео було таким же автобіографічним, як і решта альбому. Метою відео було створити портрет тих місць, де Джей виріс. Робота режисера цього відео спочатку була призначена для Квентіна Тарантіно, однак Рік Рубін запропонував Jay-Z дати цю роботу Марку Романеку. Відео повністю знято на чорно-білу плівку. Він складається в основному зі сцен, знятих у безпосередній близькості від будинку дитинства Джей-Зі, The Marcy Houses в Брукліні.
Кліп отримав похвалу від критиків і був номінований на чотири нагороди MVPA у 2005 році, з яких він виграв три. Він також отримав нагороду MTV Video Music Awards за найкраще реп-відео, найкращу режисуру, найкращий монтаж і найкращу операторську роботу, а також отримав номінації на відео року та найкраще чоловіче відео. Однак відео розкритиковане Товариством за гуманне поводження з тваринами за сцени, які прославляли собачі бої.

## Список композицій

### 99 Problems/My 1st Song
Сторона A
1. 99 Problems (Clean)
2. 99 Problems (Main)
3. 99 Problems (Instrumental)

Сторона B
1. My 1st Song (Clean)
2. My 1st Song (Main)
3. My 1st Song (Instrumental)

### 99 Problems/Dirt Off Your Shoulder
Сторона A
1. 99 Problems
2. 99 Problems (Clean)

Сторона B
1. Dirt Off Your Shoulder
2. Dirt Off Your Shoulder (Clean)

## Чарти
| Чарт (2004)                               | Пікова позиція |
| ----------------------------------------- | -------------- |
| Німеччина (Media Control AG)              | 67             |
| Ірландія (IRMA)                           | 23             |
| Велика Британія (Official Charts Company) | 12             |
| Велика Британія (UK R&B Chart)            | 2              |
| США (Billboard Hot 100)                   | 30             |
| США (Hot R&B/Hip-Hop Songs) (Billboard)   | 26             |
| США (Mainstream Top 40) (Billboard)       | 37             |
| США (Rap Songs) (Billboard)               | 10             |

| Чарт (2004)                                          | Пікова позиція |
| ---------------------------------------------------- | -------------- |
| Велика Британія UK Singles (Official Charts Company) | 164            |

## Сертифікації
| Регіон                                                      | Сертифікація  | Продажі   |
| ----------------------------------------------------------- | ------------- | --------- |
| Німеччина (BVMI)                                            | Золотий       | 150 000   |
| Велика Британія (BPI)                                       | Платиновий    | 600 000   |
| США (RIAA)                                                  | 3× Платиновий | 3 000 000 |
| продажі+прослуховування, що базуються лише на сертифікаціях |               |           |